# Królestwo Pyain
Królestwo Pyain (birm. ဒုတိယ သရေခေတ္တရာ နေပြည်တော်) – królestwo istniejące przez sześć dziesięcioleci, w latach 1482–1542, na terenie obecnej środkowej Mjanmy.
Wyrosłe wokół miasta Pyain, to niewielkie królestwo było jednym z państewek, jakie wyrwały się spod dominacji królestwa Ava pod koniec XV w. W latach 20. XVI w. Pyain było sojusznikiem Konfederacji Państw Szanów, wraz z którą najeżdżało terytoria Ava. Po upadku w 1527 królestwa Ava pod naporem armii Konfederacji, samo Pyain stało się w 1532 jej hołdownikiem. Pod koniec lat 30. XVI w. zostało wciągnięte w wojnę królestw Taungngu i Hanthawaddy (1534-1541). Pomimo wsparcia wojskowego ze strony Konfederacji i królestwa Mrauk U, niewielkie królestwo Pyain uległo siłom Taungngu w roku 1542.

## Historia

### Początki
Przez większą część pierwszej połowy drugiego tyiąclecia po Chr. Pyain było państwem wasalnym wobec władających Górną Birmą królestw Paganu, Pinya i Ava. W okresie istnienia królestwa Ava (XIV-XV w.) Prome było najbardziej na południe wysuniętym jego regionem graniczącym z rywalizującym królestwem Hanthawaddy. Region ten stawał się często terenem walk w okresie wojny czterdziestoletniej (1385–1424) toczonej między Ava a Hanthawaddy. Królowie Ava uważali region ten za mający wyjątkowo strategiczne znaczenie i dlatego wicekrólami Pyain mianowani byli jedynie najstarsi rangą książęta. I tak na przykład gubernatorami Pyain byli swego czasu książę koronny Minyekyawswa, król Thihathu oraz król Narapati.
Nierozstrzygnięta wojna czterdziestoletnia pozostawiła królestwo Ava w stanie wyczerpania, a jego wasali wprawiła w stan niepokoju. Od lat 20. do 80. XV w. każdy nowy król Ava musiał tłumić bunty. W roku 1469 długoletni gubernator Pyain, Mingyi Swa (rz. 1446–1482) zbuntował się przeciw swemu bratu, gdy ten objął tron Ava jako Thihathura. Jednak nowy król rozpoczął oblężenie Pyain zmuszając Mingyi Swa do poddania się. Mingyi Swa uzyskał przebaczenie i został mianowany ponownie na swoje dawne stanowisko.

### Uniezależnienie się od Ava (1482)
Thihathura umarł w roku 1480, a Mingyi Swa w 1482. Nowy król Minkhaung II musiał stawić czoła wielu buntom, z których najpoważniejszy wszczął jego młodszy brat Minyekyawswa, gubernator Yamethin. W odróżnieniu od zwykłych niepokojów, jakie miały miejsce w odległych rejonach, rebelia Yamethin wybuchła blisko samego Ava i stanowiła poważne zagrożenie dla nowego króla. Wykorzystując walkę o władzę, jaka wybuchła pomiędzy dwoma jego bratankami, gubernator Tharrawaddy, Thado Minsaw, zajął Pyain i ogłosił się królem.
Thado Minsaw uczynił swoją główną żoną dawną główną królową-żonę swojego brata Mingyi Swa. Minkhaung zdołał zebrać armię i wysłać ją pod Pyain w celu odbicia miasta. Jednak armia Ava nie podołała temu zadaniu i wycofała się. Królestwo Ava nie było w stanie wysłać ponownie swoich sił, gdyż o wiele poważniejsza rebelia Yamethin (a także bunty szańskich państw Mohnyin i Kale) zużyła wszystkie jego zasoby na następne dwie dekady. Pyain stało się niezależnym królestwem, którego terytoria sięgały do Tharrawaddy i Myede.
Thado Minsaw utrzymywał przeważnie dystans wobec walk w Górnej Birmie. Nawiązał on pokojowe relacje z Hanthawaddy, najsilniejszym królestwem w regionie.

### Zaangażowanie w Górnej Birmie (lata 20. XVI w.)
Thado Minsaw zmienił swoją politykę w latach 20. XVI w., kiedy królestwo Ava chwiało się już pod naporem ciągłych ataków Konfederacji Państw Szanów. Wszedł on w sojusz z Sawlonem, przywódcą tej konfederacji. W roku 1525, połączone armie Konfederacji i Pyain zdobyły miasto Ava. Shwenankyawshin, król Ava będący wnukiem brata Thado Minsawaw, zbiegł. Siły Pyain i Konfederacji splądrowały miasto. Armia Pyain uprowadziła ze sobą słynnego mnicha-poetę Shin Maha Rattatharę. Pyain pozostało w sojuszu z Konfederacją, która ponawiała swoje ataki na Ava.
Gdy Thado Minsaw umarł na początku roku 1526, jego miejsce na tronie zajął syn – Bayin Htwe.

### Koniec (1526–1542)
25 marca 1527 r. siły Konfederacji zdobyły Ava i osadziły na tronie najstarszego syna Sawlona – Thohanbwę. Sawlon nie był zadowolony z poziomu wsparcia, jakie otrzymał od Pyain i żywił z tego powodu urazę do jego władcy. W roku 1533 armia Konfederacji zeszła z Wyżyny Szan i zaatakowała Pyain. Bayin Htwe został wzięty do niewoli i jako więzień przewieziony do Górnej Birmy. Pojmany król zbiegł po zamordowaniu Sawlona przez jego własnych ministrów. Jednak syn Bayin Htwe – Narapati – zatrzasnął przed swoim ojcem bramy miasta. Wkrótce potem Bayin Htwe umarł w otaczających miasto lasach.
Narapati pozostał nominalnym wasalem Konfederacji kontrolującej Ava. Chociaż jego władza nie wykraczała poza region otaczający bezpośrednio miasto, został on wciągnięty w wojnę królestw Taungngu i Hanthawaddy (1534–1541). Narapati był sojusznikiem króla Takayutpi z Hanthawaddy, poślubił też jego siostrę. W r. 1539 Narapati zapewnił schronienie uciekającym żołnierzom Hanthawaddy. Kiedy siły Taungngu zaatakowały silnie ufortyfikowane Pyain, Narapati zwrócił się o pomoc do Konfederacji w Ava. Armia Konfederacji przerwała oblężenie, ale odmówiła pogoni za wycofującymi się siłami Taungngu.
Narapati wszedł w sojusz z arakańskim królestwem Mrauk U posyłając swoją siostrę oraz swoją królową (siostrę Takayutpiego) królowi Min Bin. (Takayutpi umarł wkrótce po bitwie.) Także Narapati umarł niebawem, a na tronie zastąpił go Minkhaung.
Pod koniec roku 1541 wojska Taungngu ponownie obległy Pyain. Sojusznicy królestwa – Konfederacja i Mrauk U – wysłali zbrojną pomoc by przerwać oblężenie. Jednak siły Taungngu pod dowództwem gen. Bayinnaunga pokonały obydwie armie. Mrauk U wysłało też swoją flotę, która zatrzymała się w Basejn. Na wieść o klęsce armii Mrauk U zawróciła ona do domu. Po pięciu miesiącach oblężenia rozpoczął się głód. Oblężeni masowo uciekali z miasta. 19 maja 1542 r. (5. dzień Przybywania Księżyca miesiąca Nayon 904 ME) Minkhaung poddał się. Król wraz ze swą żoną Thiri Hponhtut zostali przewiezieni do Taungngu.

## Dalsze dzieje Pyain
Król Tabinshwehti z Taungngu mianował Thado Dhamma Yazayę I wicekrólem, przywracając miastu jego dawną pozycję stolicy prowincji. Thado Dhamma Yazaya I zbuntował się w maju 1550 po śmierci Tabinshwehtiego, jednak rewolta została stłumiona w sierpniu 1551 r. przez Bayinnaunga. Kolejny bunt miał miejsce w latach 1594–1608, w okresie upadku Pierwszego Imperium Taungngu. Zakończył się on ponownym włączeniem Pyain do królestwa Taungngu przez króla Anaukpetluna w lipcu 1608.